# Congrés Democràtic dels Pobles
El Congrés Democràtic dels Pobles (turc: Halkların Demokratik Kongresi, HDK) és un moviment de diferents organitzacions d'esquerres anticapitalistes de Turquia que té com a objectiu fonamental refundar la política turca i representar les persones oprimides, explotades, les que pateixen discriminació ètnica, religiosa o de gènere. Va néixer el 15 d'octubre de 2011 i s'ha dedicat des de llavors a organitzar nombroses conferències i congressos. El 2012, el Congrés va crear un nou partit que actuaria com a ala política, el Partit Democràtic dels Pobles (HDP). El 2014 es va formar una coalició similar de grups d'esquerres, el Moviment Juny Unit.

## Formació
Per a les eleccions generals del 2011, el Partit per la Pau i la Democràcia (BDP) i diversos partits més petits van presentar candidats conjunts com a independents, sota la formació Treball, Democràcia i Llibertat. L'objectiu era superar la barrera electoral del 10% que necessitaven els partits per obtenir representació a la Gran Assemblea Nacional de Truquia. Es van escollir 35 dels 61 candidats que es van presentar al bloc. Després de les eleccions, aquests partits es van reunir amb moviments de drets LGTB més petits i d'altres per formar el Congrés Democràtic dels Pobles, l'octubre del 2011, on Ertuğrul Kürkçü i Sebahat Tuncel van ser escollits a portaveus.

## Objectius
El Congrés té com a objectiu proporcionar una plataforma per a persones oprimides i explotades, així com per a minories que pateixin discriminació religiosa, ètnica, de gènere o per orientació sexual. El Congrés té com a objectiu representar la minoria kurda i és crític amb la manca de consagració constitucional dels drets de les minories. Altres minories que el Congrés pretén representar són Alevis, armenis, assiris, àzeris, circassians, lazis, la comunitat LGBTI i el poble gitano. El Congrés és molt crític amb el capitalisme.
Políticament, el Congrés és socialista democràtic i té els seus interessos polítics representats pel Partit Democràtic dels Pobles. El Partit Demòcrata de les Regions també està afiliat al Congrés, però opta a llocs de govern local només a la majoria kurda al sud-est.

## Partits i moviments que l'integren
- Iniciativa 78ena
- Confederació de Sindicats progressistes de Turquia
- Moviment Democràcia i Llibertat (DÖH)
- Moviment Democràtic per la Llibertat de les Dones (DÖKH)
- Moviment Democràtic Pomak
- Partit Demòcrata de les Regions (DBP)
- Moviment Democràtic per la Llibertat Àlevi
- Grup Global d'Acció (KEG)
- Partit Verd d'Esquerres
- Hevi LGBTİ
- Kaldıraç
- Assossiació Cultural de Recerca i Solidària de Gais i Lesbianes Kaos (KAOS GL)
- Partit dels Treballadors (EMEP)
- Actitud Marxista
- Congrés Islàmic Democràtic
- Direcció de Protecció Munzer
- Partizan
- Assossiació Femenina Arc de Sant Martí
- Partit Revolucionari Obrer Socialista (DSİP)
- Iniciativa Partit Social per la Llibertat (TÖPG)
- Partit Socialista Democràtic (SDP)
- Partit Socialista dels Oprimits (ESP)
- Partit Socialista Refundat (SYKP)
- Solidaritat amb el Poble Palestí (FHDD)
- Teori Politika
- Teoria i Societat: estudis kurds
- Tüm Köy Sen
- Veritat Turquia
- Veu del Treball